# 韦尔德然蒂
韦尔德然蒂是巴西伯南布哥州的一个市镇。总面积449.17平方公里，总人口9536人，人口密度21.2人/平方公里。